# Grundlagen der Mathematik
Die Grundlagen der Mathematik sind einerseits Teil der Mathematik, andererseits bilden sie einen wichtigen Gegenstand erkenntnistheoretischer Reflexion, wenn diese sich mit den allgemeinen Grundlagen der menschlichen Erkenntnisgewinnung befasst. Insofern solche mathematikphilosophischen Reflexionen in der Geschichte mehrfach Einfluss auf die Formulierung der Grundlagen der Mathematik genommen haben, sind diese nicht ausschließlich Teil der Mathematik, sondern liegen in einem Überschneidungsgebiet mit der Philosophie.

## Zur Geschichte der Grundlagenfragen
Geht man – wie bis in die Neuzeit hinein üblich – von einer Unterteilung der Mathematik in Arithmetik und Geometrie aus, so kann man die „Grundlagenfrage“ stellen, ob die beiden Teile voneinander unabhängige Erkenntnisbereiche sind oder ob einer von beiden der grundlegendere ist, auf den sich der andere zurückführen lässt.

### Von den alten Griechen bis in die Neuzeit
In der Mathematik der Antike bis zu den Griechen führte die höhere Anschaulichkeit der Geometrie dazu, dass viele arithmetische Probleme auf geometrischer Grundlage gelöst wurden. So fanden etwa die Pythagoreer um 500 v. Chr. Gesetzmäßigkeiten von Quadratzahlen heraus, indem sie kleine Steinchen („Psephoi“) zu Quadraten legten und die Unterschiede der so entstehenden Quadrate betrachteten.
Gerade weil den Griechen das Geometrische vertrauter war, stellten die Zahlen das größere Faszinosum dar. Die Pythagoreer erkannten, dass die arithmetische Welt der Zahlen gegenüber der geometrischen Welt der Figuren die umfassendere ist, ja sie erklärten die Zahlen in dem Satz „alles ist Zahl“ zur Grundlage der Dinge überhaupt. Trotz des praktischen Vorzugs der Geometrie wurden also in der philosophischen Reflexion die Zahlen zur eigentlichen Grundlage der Mathematik erklärt.
Während die Zahlen nicht so recht zu greifen waren, begann die mathematische Systematisierung der Grundlagen mit der Axiomatisierung der Geometrie. Die um 300 v. Chr. entstandenen „Elemente“ des Euklid sollten bis zum Ende des 19. Jahrhunderts das Paradigma der Grundlegung einer wissenschaftlichen Disziplin schlechthin bleiben. Zweifellos konnte dieses Werk nur unter dem Einfluss des rationalistischen Geistes der griechischen Philosophie geschrieben werden, möglicherweise war Euklid sogar selbst Schüler an Platons Akademie.
Descartes’ Einführung des Koordinatensystems, das die Lösung geometrischer Probleme im Rahmen des algebraischen Rechnens ermöglichte, sowie die Erfindung der Differentialrechnung durch Newton und Leibniz bewirkten zu Beginn der Neuzeit große Fortschritte in der Mathematik und verschoben dabei die Gewichte von der Geometrie zur Arithmetik hin. Die Grundlagen der Arithmetik blieben aber weiterhin ebenso ungeklärt wie die ihrer neuen Teildisziplinen, der Algebra und der Analysis.

### Arithmetisierung
Insbesondere in der Analysis traten im 18. und frühen 19. Jahrhundert Schwierigkeiten und Unsicherheiten auf, die vom Rechnen mit unendlich kleinen Größen herrührten. So konnte man sich eine Weile nicht darüber einigen, ob jede konvergente Folge stetiger Funktionen wiederum gegen eine stetige Funktion konvergiert oder ob die Grenzfunktion auch unstetig sein kann. Es lagen Beweise für beide Behauptungen vor und es erwies sich als sehr schwierig, in einem der Beweise einen Fehler zu finden. Unübersehbar wurde hierin die Notwendigkeit, die Begriffe und den Umgang mit ihnen zu präzisieren. Im 19. Jahrhundert setzte darum eine bewusste „Arithmetisierung“ der Analysis ein, der unklare Begriff der unendlich kleinen Zahl wurde ersetzt durch die „beliebig kleine Zahl größer Null“, welche gerne mit dem Buchstaben {\displaystyle \varepsilon } bezeichnet wurde. Diese vor allem von Cauchy und Weierstraß vorangetriebene „Epsilontik“, die die Analysis zu einer Theorie über die reellen Zahlen werden ließ, bedeutete einen Durchbruch für ihre Verlässlichkeit; was blieb, war die Klärung des Begriffs der reellen Zahl bzw. der Menge der reellen Zahlen – abgesehen von der noch in weiter Ferne liegenden Axiomatisierung der Theorie.
Dieser nun als eine der wichtigsten Grundlagen der Mathematik geltende Begriff erfuhr seine Klärung in den 70er und 80er Jahren des 19. Jahrhunderts durch Dedekinds Definition der reellen Zahl als Schnitt und Cantors Definition als Äquivalenzklasse konvergenter Folgen, die noch heute gebräuchlich ist.
Diese Definitionen setzten allerdings einen allgemeinen Mengenbegriff voraus und damit auch unendliche Mengen – die Vermeidung der Rede von unendlich kleinen Größen wurde also erkauft mittels unendlich großer Objekte: eben Mengen mit unendlich vielen Elementen. Dies trug den genannten Definitionen eine erste philosophisch-konstruktivistische Kritik ein: Kronecker war der Meinung, man müsse die Arithmetisierung noch weiter treiben, um auch das Reden über unendliche Mengen zu vermeiden. In der Tat war Cantors transfinite Mengenlehre ebenso wie Freges Grundgesetze der Arithmetik von der Russellschen Antinomie befallen, welche die Mathematik zu Beginn des 20. Jahrhunderts in eine Grundlagenkrise stürzte.

### Krise
Im Verlauf dieser Krise bildeten sich mehrere mathematikphilosophische Positionen heraus, von denen hier nur deren Auffassung zur Frage nach einer einheitlichen Grundlage der Mathematik dargestellt wird:
Für den Logizismus ist die Grundlage der Mathematik schlicht die Logik (wobei sich herausstellte, dass die Logizisten einen recht weiten Logik-Begriff benutzten, der im heutigen Sinne mengentheoretische Begriffe mit einschloss). Recht sollten die Logizisten behalten, insofern sich das mathematische Schließen als rein logisches Schließen darstellen und begreifen lässt. Eine wichtige Grundlage der Mathematik bilden damit die von der Formalen Logik bereitgestellten Regelsysteme des logischen Schließens, von denen die Prädikatenlogik erster Stufe die wichtigste ist.
Für den Intuitionismus bilden die natürlichen Zahlen die Grundlage. Brouwers Zugang zur Analysis, die sogenannte Wahlfolgentheorie, lässt sich als Durchführung von Kroneckers Forderung nach vollständiger Arithmetisierung und Verzicht auf den Mengenbegriff sehen.
Für den Formalismus ist die Grundlage der Mathematik dagegen kein Gegenstandsbereich, der aus logischen Objekten oder Zahlen besteht, sondern die Grundlage bilden die Axiome der Theorie, in der man sich gerade bewegt, plus Prädikatenlogik. Abzusichern ist diese Grundlage durch den Beweis der Widerspruchsfreiheit der Axiome. Dieser Beweis sollte nun selbst nicht innerhalb einer formal-axiomatischen Theorie geführt werden, da er sonst am Ende zirkulär würde, sondern innerhalb der (intuitiv gegebenen) endlichen Mathematik der natürlichen Zahlen, an deren Widerspruchsfreiheit nicht zu zweifeln ist. Die natürlichen Zahlen bilden somit für den Formalismus weniger die Grundlage der Mathematik wie für den Intuitionismus, sondern vielmehr einen Überbau, eine Meta-Mathematik, wie der Formalist Hilbert sie nannte.

## Heutige Lage
Die formalistische Position hat sich akademisch weitgehend durchgesetzt und zu neuen Teildisziplinen der Mathematik geführt, die von mathematischer Seite die Grundlagen behandeln und üblicherweise unter der Bezeichnung mathematische Logik zusammengefasst werden: Mengenlehre, Beweistheorie, Rekursionstheorie und Modelltheorie.
Vom formalistischen Standpunkt aus kann die Suche nach der Grundlage der Mathematik nur bedeuten, eine axiomatische Theorie zu finden, in der alle anderen mathematischen Theorien enthalten sind, in der sich also alle Begriffe der Mathematik definieren und alle Sätze beweisen lassen.
Nach einer unter Mathematikern weitverbreiteten Meinung ist diese Grundlage mit dem Axiomensystem der Zermelo-Fraenkel-Mengenlehre gefunden. Es werden aber auch weiterhin andere Mengenlehren als mögliche Grundlage untersucht. Und es wird nach wie vor der Frage nachgegangen, ob sich Kroneckers Forderung nicht doch erfüllen lässt, ob statt einer ausladend mengentheoretischen nicht auch eine viel schmalere nur arithmetische Grundlage genügen könnte, um die gesamte Mathematik darauf aufzubauen. Solche Untersuchungen führt die Beweistheorie, während die Rekursionstheorie wesentlich den Überbau der endlichen Mathematik untersucht und möglichst feine Methoden bereitstellt, mit denen die Beweistheoretiker dann ihre Widerspruchsfreiheitsbeweise führen können. Die Modelltheorie schließlich befasst sich mit der Frage, ob eine bestimmte axiomatische Theorie stärker ist als eine andere, ob sie ein „Modell“ für diese liefert. So hat sich z. B. der Eindruck der alten Griechen bestätigt, dass die Arithmetik viel stärker ist als die Geometrie: Der dreidimensionale Zahlenraum, wie ihn Descartes durch sein Koordinatensystem eingeführt hat, ist ein Modell unseres geometrischen Raumes, alle Sätze der Geometrie lassen sich auch im Zahlenraum, also rechnerisch-algebraisch, beweisen.